# 중리교회(제1예배당 및 종탑, 구빙계교회)
중리교회(제1예배당 및 종탑, 구빙계교회)는 대한민국 경상북도 의성군 춘산면 빙계리 425에 있다. 2016년 9월 1일 의성군의 문화유산 제35호로 지정되었다.

## 개요
의성중리교회는 한식(韓式)의 평면과 구조형식에 근대(近代) 건축요소가 조화롭게 결합되어 토착화되는 한국교회의 초기모습을 잘 나타내고 있는 교회예배당 건물이다.